# 春風亭鯉枝
春風亭 鯉枝（しゅんぷうてい こいし、1969年1月1日 - ）は日本の落語家。本名：渡利 哲也、落語芸術協会所属。

## 略歴
北海道滝川市生まれ。趣味は競馬と麻雀。
北海道滝川西高等学校卒業後、社会人を経験したのち、1995年（平成7年）に春風亭鯉昇（現瀧川鯉昇）に入門した。同7月に前座入りし、前座名は「鯉枝」であった。
1999年（平成11年）7月に二ツ目に昇進した。出囃子は『月の巻（つきのまき）』。
2009年（平成21年）5月に真打に昇進したが、亭号は本人のこだわりによって「春風亭」のままとしている。なお、同期に真打に昇進した落語家に三遊亭遊喜、橘ノ杏奈、瀧川鯉太、3代目桂枝太郎がいる。
大師匠の春風亭柳昇を思わせる新作落語で注目されたが、2011年(平成23年）にアルコール依存症を発症。2012年（平成24年）より地元の滝川市に戻って療養・活動。
2020年(令和2年）春に東京に戻り、寄席や落語会への出演を再開している。

## 芸歴
- 1995年
  - 6月∶春風亭鯉昇に入門。
  - 7月∶前座となる、前座名、「鯉枝」。
- 1999年7月∶二ツ目昇進。
- 2009年5月∶真打昇進。

## 出演
- お台場寄席DOUGA（フジテレビ無料動画サイト「見参楽」）